# Jinakhu
Jinakhu (en népalais : जिनाखू) est un comité de développement villageois du Népal situé dans le district de Sindhuli. Au recensement de 2011, il comptait 5 270 habitants.